# Röda rektangelnebulosan
Röda rektangelnebulosan är en protoplanetarisk nebulosa som omger stjärnan HD 44179. Den ligger i stjärnbilden Enhörningen, cirka 2 300 ljusår från solsystemet. Den upptäcktes 1973 under en raketflygning inom AFCRL Infrared Sky Survey som kallas Hi Star. Dubbelstjärnan i mitten av nebulosan upptäcktes första gången av Robert Grant Aitken 1915.

## Egenskaper
Högupplösta bilder av den i synligt och nära infrarött ljus avslöjar en mycket symmetrisk, kompakt bipolär nebulosa med X-formade pikar som antyder anisotropisk spridning av det omkretsande materialet. Den centrala dubbelstjärnan är helt otydligt och ger inget direkt ljus. 
Den Röda rektangeln är känd för att vara särskilt rik på polycykliska aromatiska kolväten (PAH). Närvaron av sådana kolbärande makromolekyler i den X-formade nebulosa komponenten, medan ekvatorialområdena är kända för att innehålla silikatrika (syrebärande) stoftkorn, tolkades som en förändring av O/C-överskottskvoten för den primära stjärnan under dess sena utveckling. Emellertid kan PAH också bildas som ett resultat av utvecklingen av en central fotondissocieringsregion, ett område där en mycket aktiv kemi uppträder på grund av dissociation av stabila molekyler genom UV-strålning från det centrala stjärnsystemet. Röda rektangeln var den första nebulosan kring en utvecklad stjärna där en ekvatorial skiva i rotation var väl identifierad (förekomsten av sådana skivor har visat sig i endast ett fåtal av dessa objekt, endast utvidgning observeras i de flesta av dem). Skivan absorberar emellertid stjärnljuset och som praktiskt taget inte ses i den vackra optiska bilden, som huvudsakligen representerar en relativt diffus strålning, som mycket troligt bildas av material extraherat från den tätare skivan. De distinkta spolarna tyder på flera händelser med ökad utkastningshastighet.

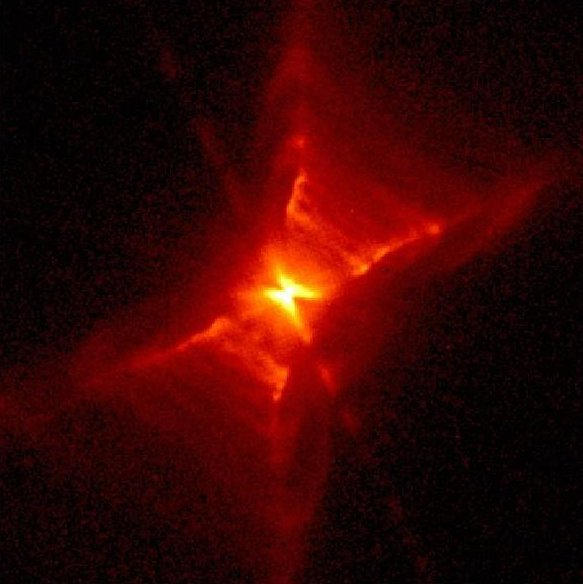
Den Röda rektangeln är en protoplanetariks nebulosa.

Hubbleteleskopet har avslöjat en mängd nya funktioner i den Röda rektangeln som inte kan ses genom jordens turbulenta atmosfär av markbaserade teleskop. Ursprunget till många av funktionerna i denna döende stjärna, i synnerhet dess X-formade bild, förblir fortfarande ouppklarade (2020) eller till och med helt mystiska. Närvaron av en iögonfallande bipolär symmetri är vanligt i protoplanetära och planetariska nebulosor. Teoretiker, som Noam Soker, Vincent Icke, Adam Frank och andra, har visat att denna axiella symmetri kan uppstå som ett resultat av chocker på grund av interaktion mellan olika faser av stjärnvindarna (kännetecknande för den sena stjärnutvecklingen), men dess ursprung diskuteras fortfarande. Å andra sidan är den X-liknande formen och den flödande gasens låga hastighet i den Röda rektangeln speciella, troligen för att dess ursprung (förenat med en stabil, utökad skiva) är annorlunda än för de flesta protoplanetära nebulosor.